# Erastria albicatena
Erastria albicatena är en fjärilsart som beskrevs av W. Warren 1895. Erastria albicatena ingår i släktet Erastria och familjen mätare. Inga underarter finns listade i Catalogue of Life.